# 스테이트 스트리트 코퍼레이션

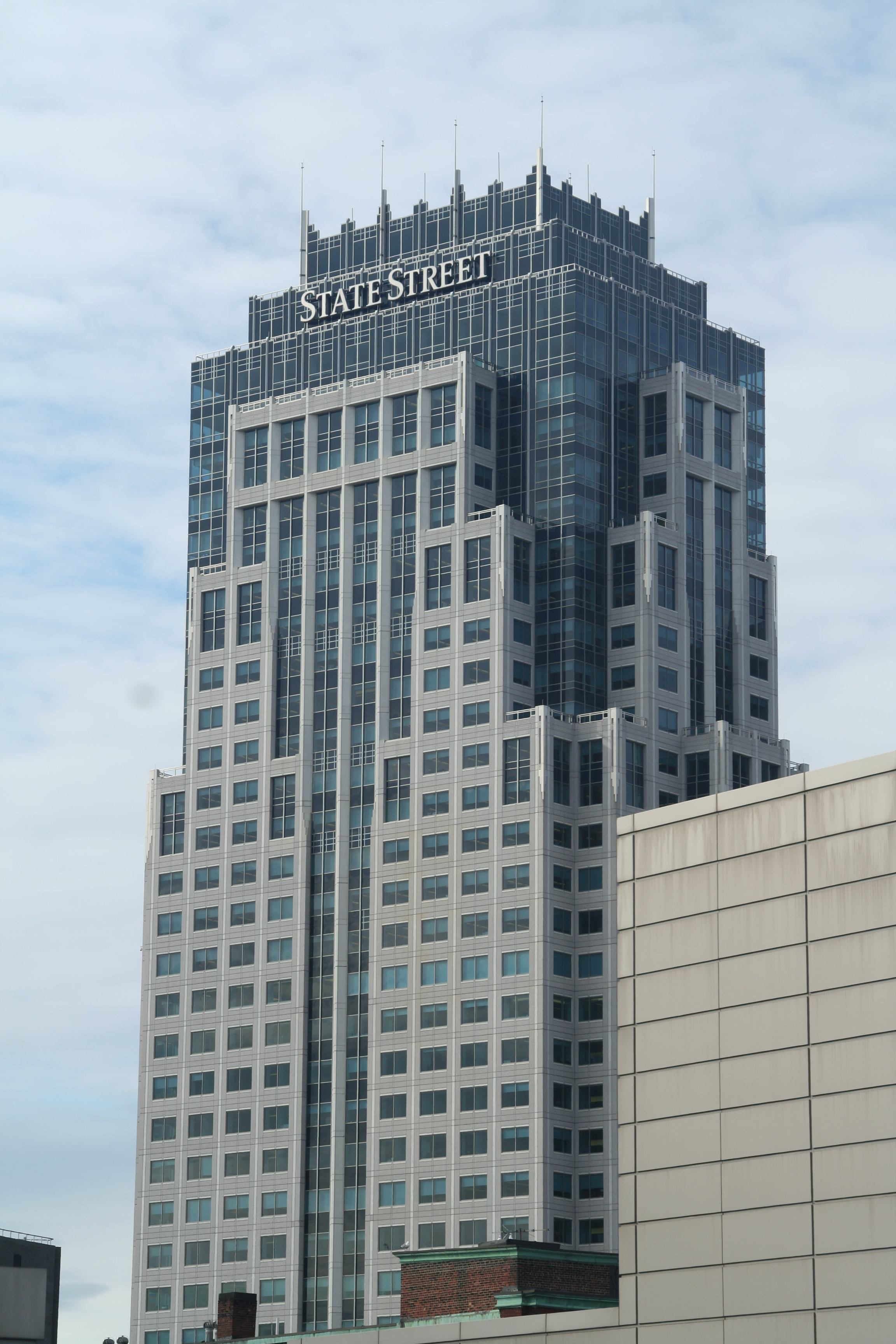
본사

스테이트 스트리트 코퍼레이션(State Street Corporation)은 미국의 금융 서비스 및 은행지주회사이다. 보스턴의 원 링컨 스트리트에 본사를 두고 있으며 전 세계적으로 운영 중이다. 2번째로 오랫동안 미국에서 운영 중인 은행이다. 전신 유니언 뱅크(Union Bank)는 1792년 설립되었다. 스테이트 스트리트는 자산 규모 면에서 미국 최대 은행 목록에서 15위를 차지하고 있다. 블랙록 (기업), 뱅가드 그룹과 함께 스테이트 스트리트는 미국을 지배하는 빅3 지표채 관리 기업들 중 하나로 간주된다.
이 기업은 2022년 기준으로 포춘 500에서 316위를 차지했다.